# San Diego-Tijuana
San Diego-Tijuana è un'area metropolitana internazionale al confine tra Stati Uniti d'America e Messico. 
L'agglomerato urbano è il terzo più grande della California e Bassa California. Nel 2010, la popolazione era 5.105.769.